# 포커스 (2015년 영화)
《포커스》(영어: Focus)는 2015년 공개된 미국의 범죄 코미디 드라마 영화이다. 글렌 피카라와 존 리콰가 함께 연출하고 각본을 썼으며, 윌 스미스, 마고 로비, 호드리구 산토루 등이 출연하였다.

## 줄거리
노련한 사기꾼 니키는 자신을 등쳐먹으려고 접근한 어설픈 초짜 사기꾼 제스의 수작을 간파하고, 예상치 못한 상황을 맞이하더라도 목표에 대한 집중력(focus)을 잃지 말라고 조언한다. 제스는 니키에게 제자로 받아달라고 매달린 끝에 니키의 팀에 들어간다. 니키는 동료와 연애 감정으로 엮이지 말라는 아버지의 가르침을 저버리고 제스와 관계를 갖고 만다. 슈퍼볼에서 한 도박사를 상대로 거하게 한탕한 니키는 제스에게 할당된 몫의 돈을 주며 이별을 고하고 나머지 팀원들과 떠나버린다.
3년 뒤 니키는 부에노스아이레스 갑부 라파엘 가리가에게 고용된다. 모터스포츠 팀 구단주인 가리가는 다른 팀들이 모두 탐을 내는 연료 연소 알고리즘 EXR을 갖고 있음에도 선수권 대회에서 오스트레일리아 사업가 매큐언의 팀을 확실하게 이길 보험을 원한다. 이에 따라 니키는 가리가 팀 소속 기술자인 척하고 가리가를 향한 원한이 워낙 깊어 EXR을 활용한 자체 제작 연료를 다른 팀에게 팔 용의가 있는 양 연기를 하기로 한다. 하지만 니키가 매큐언에게 팔 연료는 실제로는 차의 속력을 낮추는 효과를 낼 가짜 EXR 연료이다. 사기 준비를 마친 니키는 경기 전 열린 파티에서 현재 가리가와 만나고 있는 제스와 재회한다.

## 출연
- 윌 스미스 - 니키 스퍼전 역
- 마고 로비 - 제스 배럿 역
- 호드리구 산토루 - 래페이얼 거리가(라파엘 가리가) 역
- 제럴드 맥레이니 - 버키 오언스 역
- 에이드리언 마티네즈 - 파하드 역
- BD 웡 - 리위안 저 역
- 로버트 테일러 - 매큐언 역
- 브레넌 브라운 - 호스트 역
- 그리프 퍼스트 - 개러스 역
- 도미닉 퍼무사 - 재러드 미컬스키 역